# Christiaan Eijkman
Christiaan Eijkman (Nijkerk, 11 de agosto de 1858 - Utrecht, 5 de noviembre de 1930) fue un fisiólogo neerlandés. Es conocido por ser el descubridor de la importancia de las vitaminas en la dieta, identificando por primera vez la vitamina B1. Fue galardonado por sus trabajos con el Premio Nobel de Fisiología o Medicina en 1929.

## Semblanza
En 1875 empezó sus estudios de medicina en la Escuela Médica Militar de la Universidad de Ámsterdam, obteniendo la licenciatura y convirtiéndose en oficial médico militar. De 1879 a 1881, fue asistente de fisiología en dicha universidad. En 1883 se trasladó a Sumatra y, dos años más tarde, a Java, donde fue contagiado de paludismo, lo que hizo que regresara a Holanda. Ya en Europa, trabaja aspectos relacionados con la bacteriología con Robert Koch en la Universidad de Berlín.
Durante su estancia en Java (de 1886 a 1897), descubrió que las gallinas alimentadas con arroz sin cáscara desarrollaban polineuritis (enfermedad similar al beriberi), en tanto que las que lo comían con cáscara permanecían sanas, llegando a la conclusión de que la enfermedad podía deberse a la falta de ciertas sustancias no conocidas, que más tarde serían llamadas vitaminas. Este trabajo de investigación, el primero de los realizados sobre las enfermedades por carencias en la dieta, llevó más tarde al descubrimiento de la vitamina B1 (tiamina).
Por estos descubrimientos, fue galardonado en 1929 con el premio Nobel de Medicina, compartido con sir Frederick Gowland Hopkins.
De regreso a su país, entre 1898 y 1928 fue profesor en la Universidad de Utrecht. Fue el primer presidente de la Sociedad Neerlandesa de Microbiología Médica y llevó a cabo su conocida prueba de fermentación, mediante la cual se puede determinar fácilmente si el agua ha sido contaminada por la defecación humana y animal mediante E. coli.

## Eponimia
- El Instituto de Biología Molecular Eijkman.[2]
- El asteroide (9676) Eijkman.[3]
- El cráter lunar Eijkman lleva este nombre en su honor.